# رود کوجی (ایواته)
رود کوجی (به لاتین: Kuji River) یک رود در ژاپن است که در ژاپن واقع شده‌است.